# Ramón Camarena Medina
Ramón Camarena Medina (Chihuahua, Chihuahua, 14 de diciembre de 1907- ) fue un político mexicano, miembro del entonces Partido Revolucionario Institucional (PRI). Fue dos veces diputado federal.

## Biografía
Originario de la ciudad de Chihuahua, se trasladó a Ciudad Juárez a estudiar la preparatoria y luego egresó como ingeniero agrónomo de la Escuela Superior de Agricultura Hermanos Escobar.
Llegaría a ocupar cargos como el de delegado del Departamento de Asuntos Agrarios y Colonización en Chiapas y director del Banco de Crédito Ejidal de Veracruz. Fue elegido en 1940 diputado federal por el Distrito 10 de Veracruz a la XXXVIII Legislatura de dicho año a 1943, en esta legislatura fue integrante de la comisión de Administración; y en 1946 fue elegido por segunda ocasión diputado federal, en esta ocasión por el Distrito 6 de Veracruz a la XL Legislatura que concluyó en 1949, y en esta fue integrante de la comisión de Aguas Nacionales e Irrigación; y miembro suplente de la 1a. comisión de Ejidos.